# Португалци
Португалците (на португалски: Portugueses) са етническа група или нация, населяваща югозападната част на Иберийския полуостров и идентифицираща се с португалската култура.
Езикът, на който говорят, се нарича португалски. Той е вторият най-разпространен романски език и освен в Португалия се говори и в Бразилия, Ангола, Мозамбик и други държави.
Португалците са известни с изградената от тях колониална империя, която в своя връх обхваща територии в Южна и Северна Америка, Азия и Африка. Вследствие на тази колонизация, днес значителни португалски общности присъстват в почти всички краища на света.

## Отличителни черти
Днешните португалци са иберийска етническа група. Техният произход е много сходен с останалите западно- и южноевропейски народи, особено с испанците. Португалците са до голяма степен сходни по между си, имайки се предвид тяхното местоположение на западната част на Иберийския полуостров, намиращ се на югозападната част на Европа. Имат близки връзки с хората от Средиземноморието, както и с тези от Западна и Северна Европа.
Тъмна, средно кафява коса и кафяви очи преобладават в по-голямата част на етноса, също така се срещат хора с руси коси, сини или зелени очи. Светлите, рижите и червените коси се забелязват рядко.

## Произход

### Исторически произход
Португалците са югозападен европейски народ с произход главно от Атлантическа Европа, Северна Европа и Средиземно море.
Най-ранните съвременни хора, населявали Португалия, се вярва, че са били от Палеолита и може да са пристигнали на полуострова преди 35 000 – 40 000 години. Сегашните тълкувания на Y-хромозома и митохондриалната ДНК данните показват, че съвременните португалски следи имат произход главно като на палеолитните народи, които са пристигнали на европейския континент към края на последния ледников период преди около 45 000 години.